# NGC 4379
NGC 4379 (другие обозначения — UGC 7502, MCG 3-32-26, ZWG 99.42, VCC 784, PGC 40484) — линзовидная галактика в созвездии Волос Вероники.
Обнаружено, что в этой галактике движение газа в диске происходит в противоположную сторону относительно движения звёзд. Возраст звёздного населения галактики составляет 12 миллиардов лет, соотношение между количествами магния и железа в звёздах значительно превышает солнечное. Распределение яркости в центре гладкое, без каких-либо особенностей.
Этот объект входит в число перечисленных в оригинальной редакции «Нового общего каталога».